# ジョン・ステュアート (初代マー＝ギリー伯爵、1479年没)
初代マー＝ギリー伯爵ジョン・ステュアート（英語: John Stewart, 1st Earl of Mar and Garioch、1457年頃 - 1479年）は、スコットランド王ジェームズ2世の末男。

## 生涯
スコットランド王ジェームズ2世と王妃メアリー・オブ・グエルダース（1463年没、ゲルデルン公アルノルトの娘）の末男として、1457年頃（1456年10月以降）に生まれた。
1458年6月21日と1459年6月23日の間にスコットランド貴族であるマー＝ギリー伯爵に叙された。
1479年にエディンバラのキャノンゲートで死去した。兄にあたるスコットランド王ジェームズ3世の不興を買ったため、ジェームズ3世がマー＝ギリー伯爵の殺害を命じたとされる。生涯未婚で後継者がおらず、爵位は断絶した。